# Гаи (Золочевский район)
Гаи (укр. Гаї) — село в Бродовской городской общине Золочевского района Львовской области Украины.
Население по переписи 2001 года составляло 655 человек. Занимает площадь 3,2 км². Почтовый индекс — 80650. Телефонный код — 3266.